# 黃應乾
黃應乾（1903年—1968年），又名元、休元，四川省眉山縣黃豐鄉人，曾任中華民國第一屆立法委員。

## 簡歷[1]
- 曾就讀華西大學和國立成都大學
- 畢業於國立中央大學史學系
- 民國十六年（1927年），在武昌加入中國共產黨，後脫黨。
- 畢業後，先後任重慶師範學校教員，四川省立教育學院講師及四川財務人員訓練班教授。
- 後任江津縣郵電局長、重慶市政府行政科長、重慶市政府秘書
- 民國二十年（1931年）擔任中國國民黨重慶市黨部委員
- 民國廿二年（1933年）後，任國民革命軍第二十一軍司令部秘書、國民革命軍第二十八集團軍（潘文華部）駐武漢辦事處處長、川康綏靖公署少將參議、川黔湘鄂邊區綏靖公署少將參議等職、
- 民國廿八年（1939年）5月1日，四川省臨時參議會議員[2]
- 民國廿九年（1940年）2月，重慶市自來水公司經理
- 民國卅二年（1943年）4月29日，四川省第二屆臨時參議會議員[3]
- 民國卅四年（1945年）2月3日，任訓政時期第四屆立法委員[4]
- 民國卅五年（1946年），在重慶參加中國民主同盟

同年，民憲會第一屆理事
- 民國卅七年（1948年）5月，主辦中華通訊社[6]
- 民國卅七年（1948年），當選四川省第二選區第一屆立法委員
- 中華人民共和國成立後，歷任川西人民行政公署委員（1952年8月11日免[7]）、四川省人民政府委員、四川省第一屆人民代表大會代表、中國人民政治協商會議四川第一屆常務委員會委員和第二屆、第三屆委員。
- 1968年病逝。

## 立法院出席會期
- 第１屆第１會期: 國防委員會
- 第１屆第１會期: 財政及金融委員會

## 黃應乾的著作
- 「蜀軍政府成立前後」，向楚、朱必謙、石體元、陳農友、黃應乾，《四川文史資料選輯》第1輯 紀念辛亥革命五十周年專輯.1961，第22頁
- 「廣德、泗安的防禦戰」，黃應乾，《文史資料選輯》第12輯，1961，第54頁
- 「劉湘死後川局波瀾記略」，黃應乾，《文史資料選輯》第12輯，1961，第79頁
- 「一九二二年四川一、二兩軍之戰」，黃應乾，《四川文史資料選輯》第5輯，1962，第81頁
- 「四川二劉之戰始末記」，黃應乾，《四川文史資料選輯》第5輯，1962，第154頁
- 「劉湘、劉文輝混戰始末」，黃應乾，《文史資料選輯》第33輯，1963，第59頁
- 「吳佩孚流寓四川五年中的陰謀活動」，黃應乾、陳祖武、劉克俊，《文史資料選輯》第41輯，1963，第162頁
- 「記劉湘甲子兵輪運煙購槍」，黃應乾，《四川文史資料選輯》第10輯，1963，第164頁
- 「對“一二兩軍之戰”、“楊森統一之戰”幾點補正」，黃應乾，《四川文史資料選輯》第11輯，1979，第246頁
- 「但懋辛二三事」、「熊克武號稱“鐵腳板”」、「邵從恩談片」，黃應乾，《四川文史資料選輯》第27輯，1982，第43頁
- 「我在重慶自來水公司任職的十年」，黃應乾，《四川文史資料選輯》第33輯，1984，第85頁
- 「憶但懋辛二三事」，黃應乾，《愛國志士但懋辛》.四川人民出版社,1995，第41頁
- 「王闓運掌四川尊經書院前後」，黃應乾，《文史資料存稿選編》24教育.中國文史出版社,2002.08，第694頁